# 布鲁斯奖
凯瑟琳·沃尔夫·布鲁斯金质奖章（英語：Catherine Wolfe Bruce Gold Medal），简称布鲁斯奖章（英語：Bruce Medal），是太平洋天文學會頒發最高獎項。每年颁发给一位在天文学领域做出重要贡献的科学家，始于1898年。該獎項以美國天文學資助人凯瑟琳·洛夫·布鲁斯命名。被認為是天文學界最重要獎項之一。

## 外部連結
- 布魯斯獎官方網站 （页面存档备份，存于）